# Leptobrachium gunungense
Leptobrachium gunungense (tiếng Anh thường gọi là Asian Litter Frog) là một loài lưỡng cư thuộc họ Megophryidae. Chúng là loài đặc hữu của Malaysia.
Các môi trường sống tự nhiên của chúng là các khu rừng vùng núi ẩm nhiệt đới hoặc cận nhiệt đới và sông.

## Hình ảnh

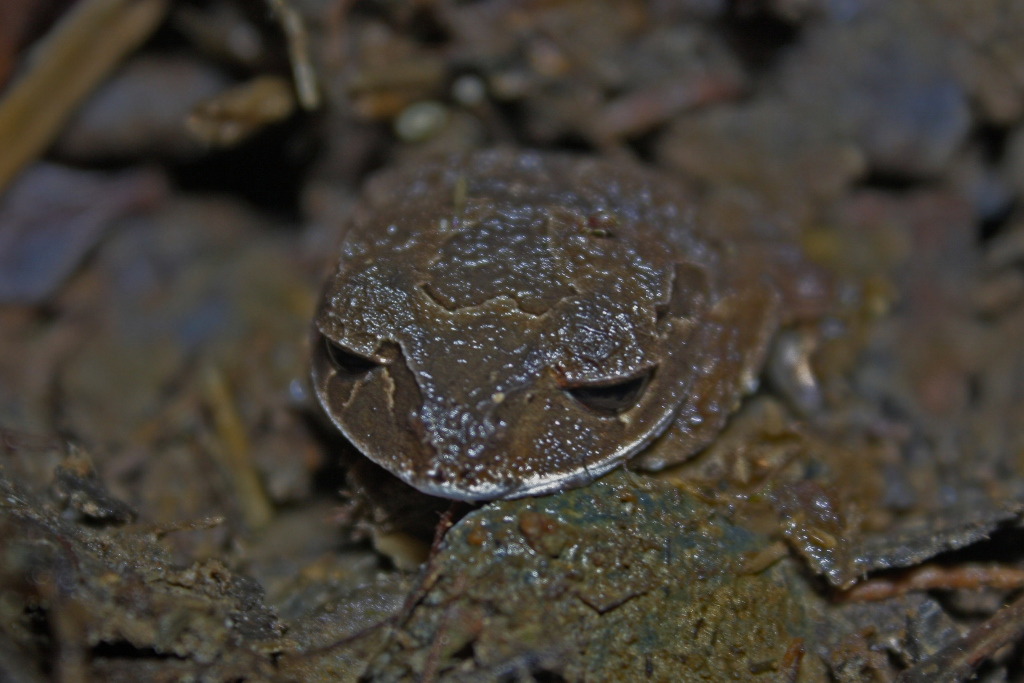
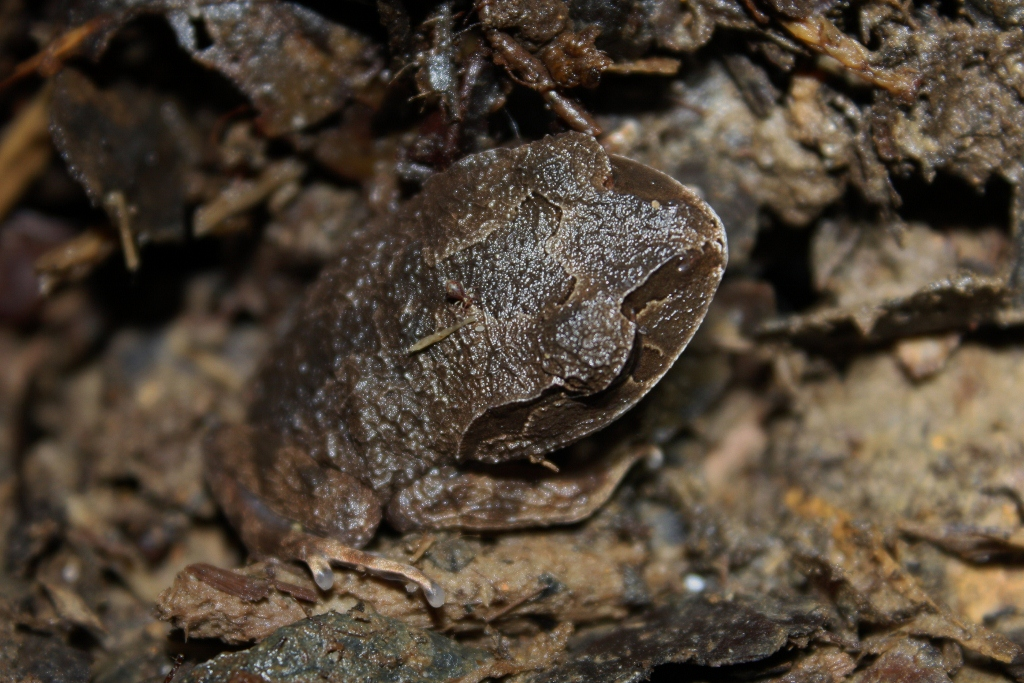